# 松平家廣 (櫻井松平家)
松平家廣（日语：〔〕／ Matsudaira Iehiro，1577年—1601年7月13日）是日本安土桃山時代的武將。父親是松平忠正。

## 生平
在天正5年（1577年）出生。年幼時，因為父親忠正死去，以及繼任家督的叔父忠吉亦有不久後死去，於是以5歳之齡繼任家督。在天正12年（1584年）的小牧長久手之戰中加入酒井忠次的軍勢並立下功績。天正18年（1590年），在德川家康移封至關東地方時，家廣被賜予武藏國松山城1萬石（後來加至2萬5千石）並成為初代松山藩藩主。在慶長6年（1601年）死去。享年25歳。死因是病死，不過亦有說法指是因為殺害家老堀勘兵衛而被觸怒家康，於是自殺。
家督由從弟忠賴（母親多劫姬與忠吉再婚所生的兒子）繼承。